# Whitfield Diffie
Bailey Whitfield 'Whit' Diffie (nascut el 5 de juny de 1944) és un criptògraf estatunidenc reconegut com a pioner de la criptografia de clau pública.
L'article que va escriure amb Martin Hellman "New Directions in Cryptography" es va publicar el 1976. Va introduir un mètode completament nou per distribuir claus criptogràfiques, que va ajudar molt a resoldre un dels problemes fonamentals de la criptografia, la distribució de claus. Aquest mètode es coneix com a intercanvi de claus Diffie-Hellman. L'article també sembla que va estimular el desenvolupament gairebé immediat d'una nova classe d'algorismes d'encriptació, els de clau asimètrica.
Després d'una llarga carrera a Sun Microsystems, on va arribar a Sun Fellow, Diffie va treballar durant dos anys i mig com a vicepresident per Seguretat de la Informació i Criptografia a la ICANN (2010–2012), va ser professor visitant (2009–2010) i després afiliat (2010–2012) del Centre per Seguretat Internacional i Cooperació de l'Institut Freeman Spogli de la Universitat Stanford.

## Biografia
Diffie va néixer a Nova York. El seu pare era professor d'història ibèrica a la universitat, i la seva mare escriptora.
Es va començar a interessar en la criptografia "als 10 anys quan el seu pare, professor, es va emportar a casa tot el prestatge de criptografia de la Biblioteca del City College de Nova York".
Es va llicenciar en matemàtiques al Massachusetts Institute of Technology el 1965. Entre 1965 i 1969, va treballar a la MITRE Corporation. Va fer estudis postgraduats a Stanford però no va acabar el doctorat. L'Institut Federal Suís de Tecnologia el va fer doctor honoris causa el 1992.
Durant els anys 1975-1976, Diffie i Martin Hellman van criticar l'estàndard de criptografia que proposava l'NBS, principalment perquè la clau de 56 bits era massa curta per evitar atacs de força bruta. Es conserva una gravació de la seva crítica de DES feta a Stanford el 1976 amb Dennis Branstad de l'NBS i representants de la National Security Agency. Les seves preocupacions eren ben fundades: més tard s'ha sabut que l'NSA va intervenir activament amb IBM i l'NBS per escurçar la mida de la clau, i que la mida petita de la clau permetia exactament la mena d'equipament per atacar en paral·lel el xifrat que Hellman i Diffie havien imaginat. Quan es van construir aquests equips de manera pública, va quedar clar que DES era insegur i obsolet. El 2012, una màquina comercial de podia recuperar una clau DES en qüestió de dies per un preu aproximat de 10.000 dòlars.
Diffie va ser Director de Recerca en Sistemes Segurs a Northern Telecom, on va dissenyar l'arquitectura de gestió de claus per al sistema de seguretat PDSO per les xarxes X.25.
El 1991 va passar a treballar als laboratoris de Sun Microsystems (a Menlo Park (Califòrnia)) com a Enginyer Distingit, treballant sobretot en els aspectes polítics de la criptografia. Diffie va continuar a Sun, com a Cap de Seguretat i Vicepresident fins a novembre de 2009. També era Sun Fellow.
El 1992 l'ETH Zürich li va atorgar el doctorat en Ciència Tecnològica (Honoris Causa). També és fellow de la Fundació Marconi i visiting fellow de l'Isaac Newton Institute. Ha rebut nombrosos premis de diverses organitzacions, destacant el Premi Turing de 2015.
El maig de 2010, Diffie va començar a treballar a la Internet Corporation for Assigned Names and Numbers (ICANN) com a Vicepresident de Seguretat de la Informació i Criptografia, fins a l'octubre de 2012.
El 2011, Diffie fou nomenat Fellow del Computer History Museum "per la seva feina, amb Martin Hellman i Ralph Merkle, en criptografia de clau pública".
Diffie és membre del consell assessor tècnic de Cryptomathic, una empresa d'origen danès.

## Criptografia de clau pública
A principis dels anys 70, Diffie va treballar amb Martin Hellman per desenvolupar les idees fonamentals de criptografia de clau pública. Van publicar els seus resultats el 1976—resolent un dels problemes fonamentals de la criptografia, la distribució de les claus— trencant així el monopoli anterior quan només els governs controlaven la tecnologia criptogràfica i les condicions sota les quals s'hi podia accedir. "A partir del moment que Diffie i Hellman van publicar els seus descobriments..., el monopoli criptogràfic de la National Security Agency va acabar-se a la pràctica. ... Totes les empreses, tots els ciutadans podien accedir a la mena de tecnologia criptogràfica que pocs anys enrere era una font de poder comparable a la bomba atòmica".
La solució es coneix com a intercanvi de claus Diffie-Hellman.

## Creences filosòfiques
Diffie s'identifica com a iconoclasta. Ha afirmat que "sempre estava preocupat pels individus, la privadesa individual en oposició amb els secrets del govern".

## Llibres publicats
- Privacy on the Line amb Susan Landau el 1998. Se'n va publicar una edició corregida i augmentada el 2007.[13]
- New directions in cryptography el 1976 amb Martin Hellman.[14]

## Premi Turing
Diffie va guanyar el Premi Turing de 2015 conjuntament amb Martin Hellman. El Premi Turing es considera generalment el premi més prestigiós en el camp de la informàtica, equivalent al Nobel. El motiu del premi fou: "Per contribucions fonamentals a la criptografia moderna. L'article pioner de 1976, "New Directions in Cryptography," va presentar les idees de criptografia de clau pública i signatures digitals, que són el fonament de la majoria de protocols de seguretat que s'utilitzen normalment a Internet avui en dia."